# St. Wolfgang (Meitingen)

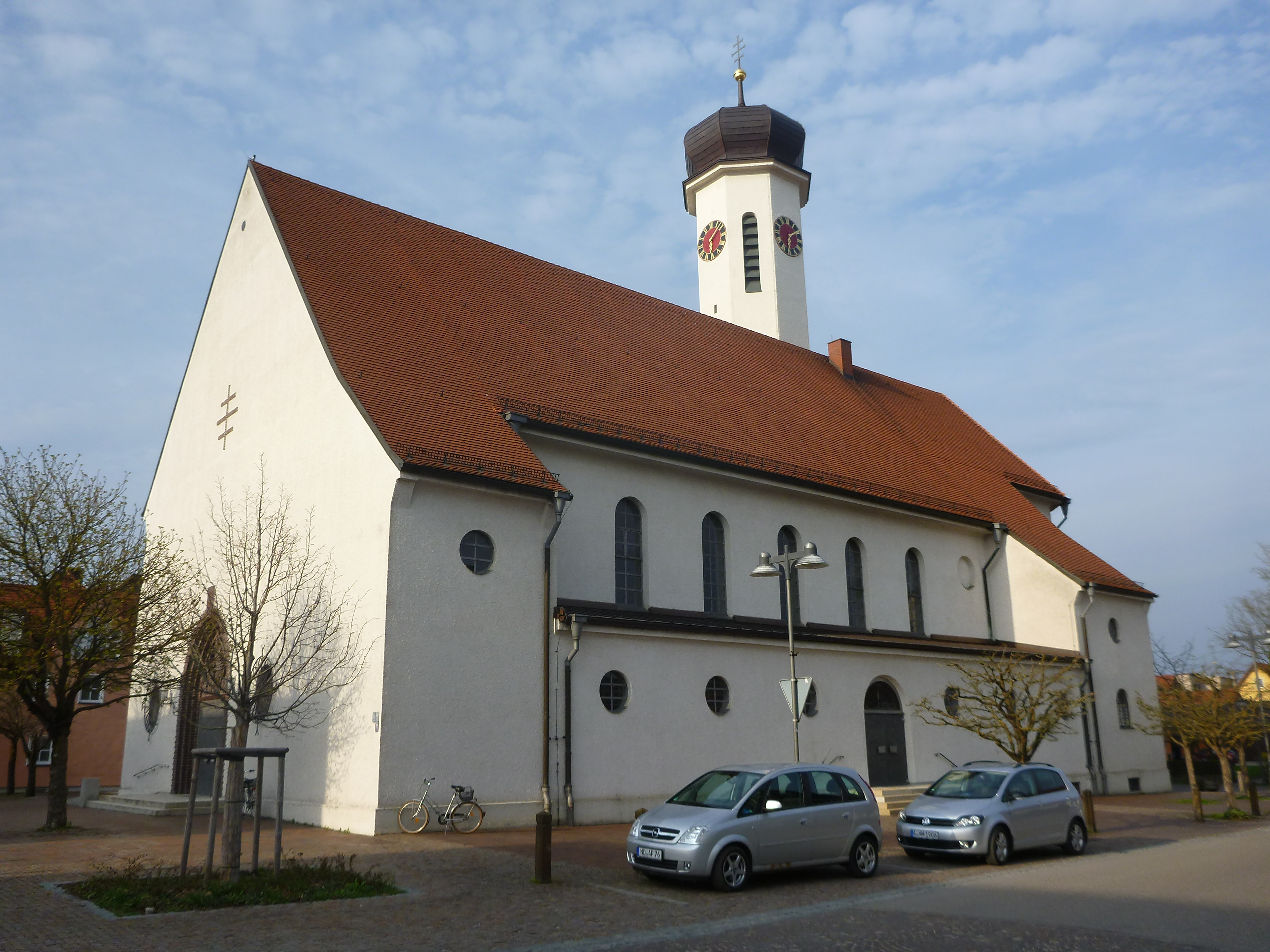
Kirche St. Wolfgang in Meitingen

St. Wolfgang ist die katholische Pfarrkirche im bayerisch-schwäbischen Meitingen. Sie ist ein eingetragenes Baudenkmal. Die dem heiligen Wolfgang von Regensburg (Gedenktag: 31. Oktober) gewidmete Kirche gehört zum Dekanat Augsburg-Land des Bistums Augsburg. Sie ist als Baudenkmal geschützt.

## Geschichte
Meitingen besaß seit dem Beginn des 16. Jahrhunderts ein St.-Wolfgangskirchlein. Kirchlich gehörte Meitingen aber hälftig zur Pfarrei Westendorf und zur Pfarrei Ehekirch. Letztere wurde nach 1756 zur neuen Kirche St. Clemens nach Herbertshofen umgepfarrt, der andere Teil Meitingens folgte 1823.
1907 begann ein Kirchenbauverein mit der Sammlung für einen Neubau. Nach Rückschlägen wurde der Bau 1929 mit dem Abriss der alten Kirche in Angriff genommen. Nach dem Kirchenneubau wurde St. Wolfgang mit einer stark steigenden Einwohnerzahl Meitingens abgepfarrt. Nach Plänen des Kreisbaumeisters Otto Lederer aus Wertingen erbaut, konnte die neue Kirche am 14. Mai 1931 durch Bischof Joseph Kumpfmüller geweiht werden. Inzwischen bilden die Gemeinden von Meitingen eine Pfarreiengemeinschaft.

## Architektur
Die Saalkirche mit Zollingerdach wurde im Stil des Neuen Bauens mit deutlichen traditionellen Anklängen errichtet und hat bei einer Länge von 42 Metern und einer Breite von 19,5 Metern eine Firsthöhe von 20 Metern. Der Kirchturm ragt mit seiner welschen Haube 47 Meter hoch auf.

## Ausstattung

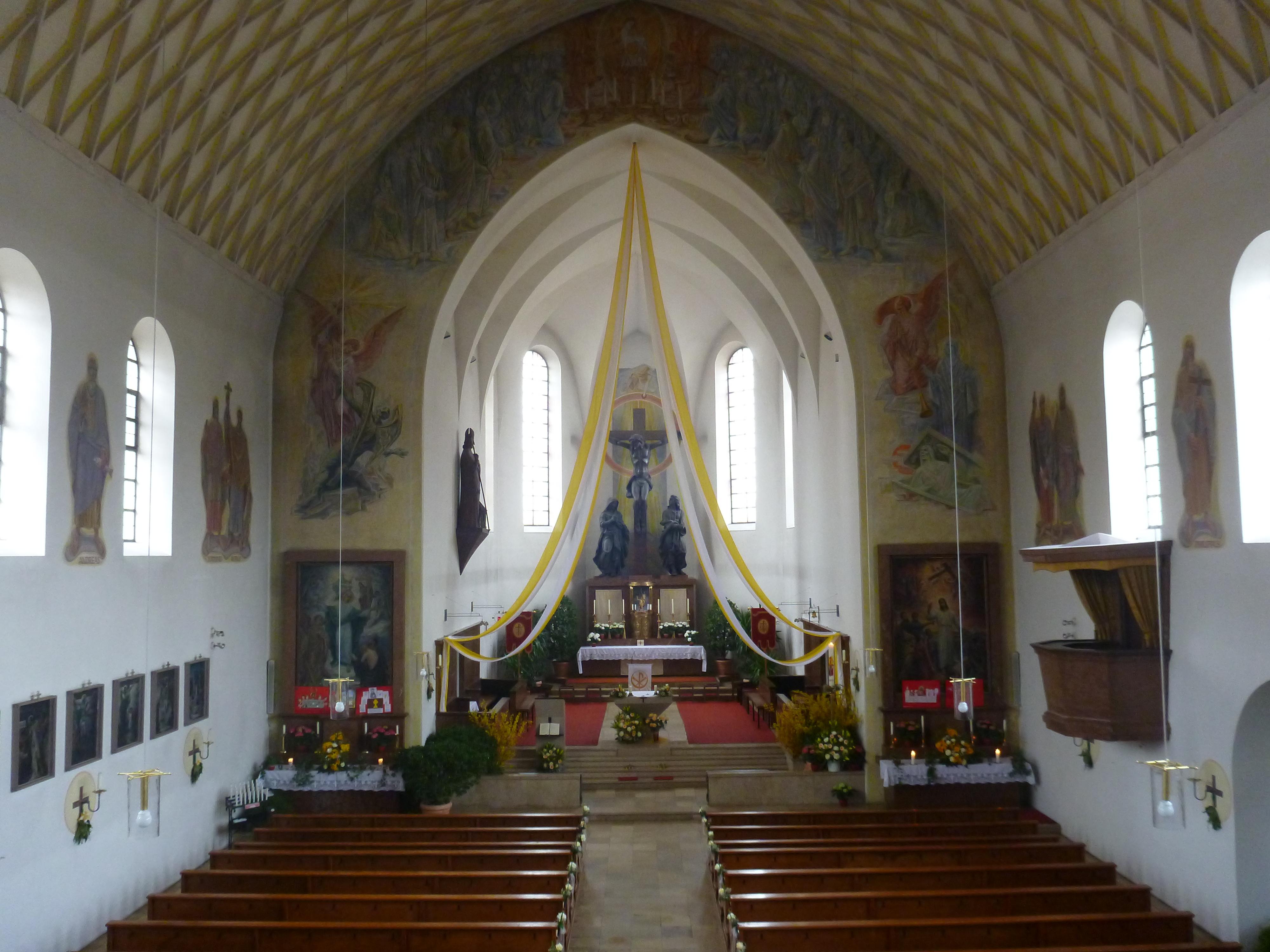
Choransicht des Innenraums

Die Kirchenausstattung wurde überwiegend im Stil des Spät-Expressionismus geschaffen. Karl Radinger (1912–1966), der Bruder des ersten Pfarrers von Meitingen, schuf bis zu seinem Tod unter anderem den Kreuzweg, das Weihnachtsbild in der Seitenkapelle, die Seitenaltarbilder, die Malerei hinter der Kreuzigungsgruppe im Chorraum und die Malerei am Chorbogen (Offenbarung des Johannes) sowie die Pietà der Kriegergedenkstätte.
Die Altaraufbauten, Chorgestühl, Kanzel, Taufbecken, Weihwasserbecken und Apostelkreuze wurden einheitlich nach den Plänen des Architekten der Kirche, Otto Lederer, aus Ruhpoldinger Marmor gefertigt. Die Figurengruppe am Hochaltar wurde von Franz Ragaller (1865–1941) aus München nach einem Entwurf von Albertshauser geschaffen.
Der neue Volksaltar wurde 1994 mit Reliquien der hl. Theresia von Lisieux sowie unbekannter Märtyrer durch Bischof Viktor Josef Dammertz geweiht. Er wurde in Form eines Kelches aus hellem Jura zusammen mit dem Ambo in der Werkstätte von Wolfgang Schmidt in Meitingen nach Plänen von Georg Bernhard aus Augsburg (* 1929, 1971–1991 Professor an der Fachhochschule Augsburg) geschaffen.
In der Seitenkapelle stammen der Altaraufbau und die barocken Figuren (die Heiligen Afra, Anna, Josef, Florian, Ulrich) noch aus dem alten St. Wolfgangskirchlein. Die Figur des hl. Antonius aus gekalkter Eiche gegenüber den Beichtstühlen fertigte im Jahre 2003 die Augsburger Bildhauerin Christiane Sandler.

### Orgel
Im Jahr 1938 konnte die erste Orgel eingeweiht werden. Das Kegelladeninstrument mit elektrischen Spiel- und Registertrakturen umfasste 21 Register auf zwei Manualen und Pedal. Es stammte von dem Augsburger Orgelbauer Ludwig Poll. Die Disposition lautete wie folgt:
| I Hauptwerk |            |    |
| 1.          | Prinzipal  | 8′ |
| 2.          | Gedackt    | 8′ |
| 3.          | Salicional | 8′ |
| 4.          | Oktav      | 4′ |
| 5.          | Rohrflöte  | 4′ |
| 6.          | Mixtur     | 2′ |
| 7.          | Trompete   | 8′ |

| II Schwellwerk |                  |       |
| 8.             | Lieblich Gedeckt | 16′   |
| 9.             | Gemshorn         | 8′    |
| 10.            | Soloflöte        | 8′    |
| 11.            | Prinzipal        | 4′    |
| 12.            | Nachthorn        | 4′    |
| 13.            | Waldflöte        | 2′    |
| 14.            | Spitzquinte      | 2 ⁄3′ |
| 15.            | Mixtur           | 1 ⁄3′ |
| 16.            | Oboe             | 8′    |
|                | Tremulant        |       |

| Pedal |           |     |                        |
| 17.   | Subbaß    | 16′ |                        |
|       | Zartbaß   | 16′ | (Abschwächung aus 17.) |
| 18.   | Violon    | 16′ |                        |
| 19.   | Oktavbaß  | 8′  |                        |
| 20.   | Bachflöte | 4′  |                        |
| 21.   | Serpent   | 16′ |                        |

- Koppeln: II/I, I/P, II/P, Superoktavkoppel
- Spielhilfen: Walze, 1 freie Kombination

1990 bekam St. Wolfgang ein neues Instrument des Orgelbauers Maximilian Offner aus Kissing mit 41 Registern auf drei Manualen und Pedal sowie mechanischer Spiel- und elektrischer Registertraktur. Diese Orgel besitzt über 2800 Pfeifen. Bei vollgriffigem Akkordspiel mit beiden Händen und Füßen und allen gezogenen Registern können bis zu 609 Pfeifen gleichzeitig erklingen. Das Orgelgehäuse ist im Oberteil 6,50 Meter breit und hat eine Gesamthöhe von über 8,20 Meter. Die Disposition lautet folgendermaßen:
| I Rückpositiv |             |                |
| 1.            | Gedeckt     | 8′             |
| 2.            | Quintade    | 8′             |
| 3.            | Prästant    | 4′             |
| 4.            | Rohrflöte   | 4′             |
| 5.            | Sesquialter | 2 ⁄3′ + 1 3⁄5′ |
| 6.            | Schwegel    | 2′             |
| 7.            | Quinte      | 1 ⁄3′          |
| 8.            | Zimbel      | 1⁄2′           |
| 9.            | Krummhorn   | 8′             |
|               | Tremulant   |                |

| II Hauptwerk |             |       |        |
| 10.          | Bordun      | 16′   |        |
| 11.          | Koppelflöte | 8′    |        |
| 12.          | Principal   | 8′    |        |
| 13.          | Gamba       | 8′    |        |
| 14.          | Hohlflöte   | 4′    |        |
| 15.          | Oktav       | 4′    |        |
| 16.          | Quinte      | 2 ⁄3′ |        |
| 17.          | Superoktav  | 2′    |        |
| 18.          | Mixtur V    | 1 ⁄3′ |        |
| 19.          | Cornett V   | 8′    | (ab g) |
| 20.          | Trompete    | 8′    |        |
|              | Tremulant   |       |        |

| III Schwellwerk |              |        |
| 21.             | Holzflöte    | 8′     |
| 22.             | Salizional   | 8′     |
| 23.             | Schwebung    | 8′     |
| 24.             | Principal    | 4′     |
| 25.             | Gemshorn     | 4′     |
| 26.             | Nasard       | 2 ⁄3′  |
| 27.             | Blöckflöte   | 2′     |
| 28.             | Terz         | 1 3⁄5′ |
| 29.             | Scharff IV   | 1′     |
| 30.             | Dulcian      | 16′    |
| 31.             | Rohrschalmey | 8′     |
|                 | Tremulant    |        |

| Pedal |              |         |
| 32.   | Prinzipal    | 16′     |
| 33.   | Subbaß       | 16′     |
| 34.   | Baßquint     | 10 2⁄3′ |
| 35.   | Oktavbaß     | 8′      |
| 36.   | Gedecktbaß   | 8′      |
| 37.   | Choralbaß    | 4′      |
| 38.   | Rauschbaß IV | 2 ⁄3′   |
| 39.   | Bombarde     | 16′     |
| 40.   | Baßtrompete  | 8′      |
| 41.   | Clairon      | 4′      |

- Koppeln: I/II, III/I, III/II, I/P, II/P, III/P
- Spielhilfe: 32-facher Setzer

### Glocken
St. Wolfgang hatte ursprünglich sechs Glocken, eine Glocke mit der Jahreszahl 1520 stammte noch aus dem alten St.-Wolfgangskirchlein, fünf wurden 1929 in der Glockengießerei der Gebrüder Ullrich in Kempten neu angefertigt. Während des Zweiten Weltkrieges mussten fünf Glocken abgegeben werden. Im Jahre 1951 erhielt Meitingen fünf neue Glocken, ebenfalls aus der Kemptener Werkstatt.